# Escórpora fosca

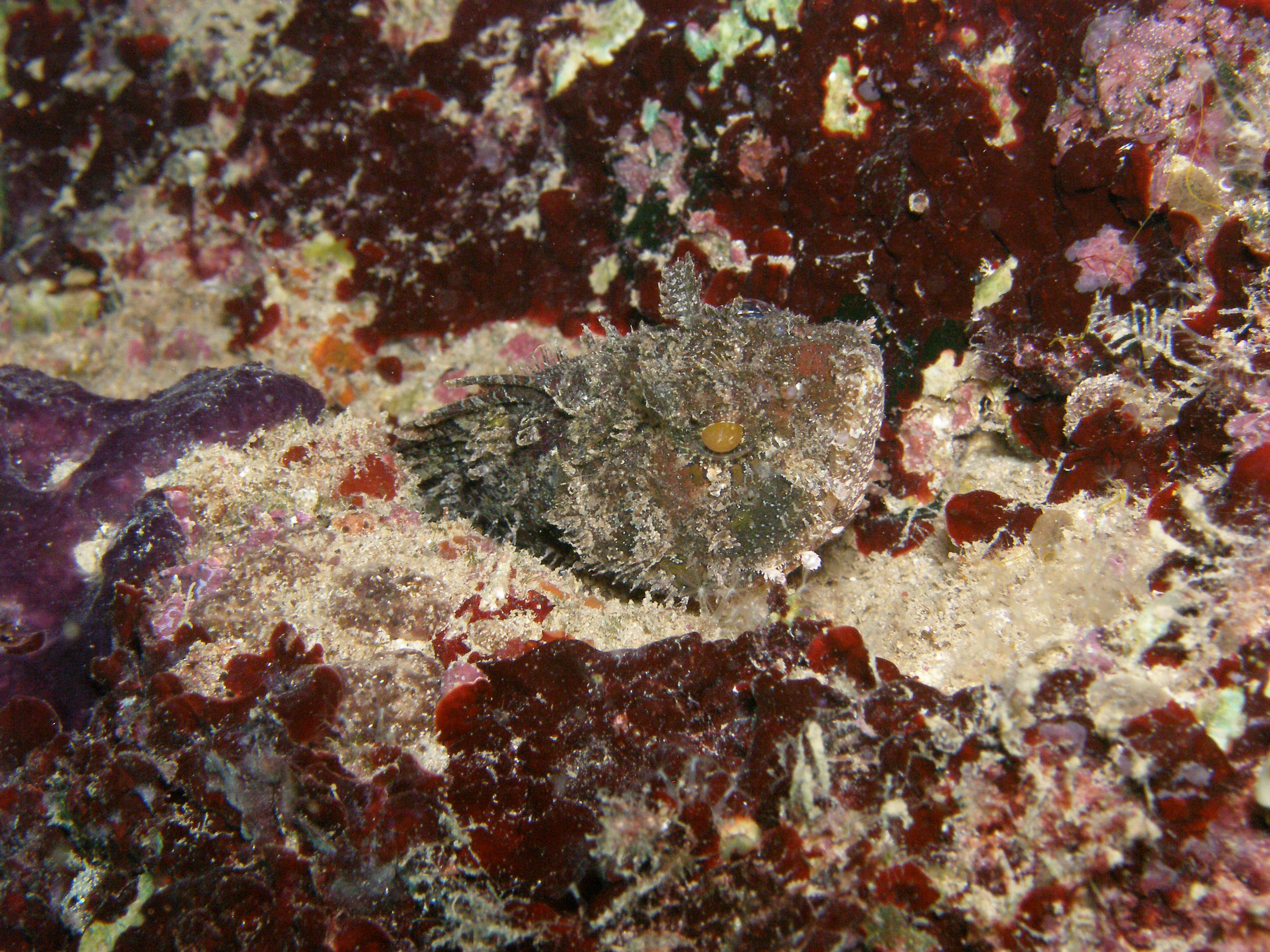
Scorpaena porcus

L'escórpora fosca, cavet, escórpena, escórpera, escórpora de fang, escórpora de roquer, escórpora de terra, escórpora morena, escorpra, escorpa, escrita d'anells, polla, rascassa, rascla, rufí o ullot (Scorpaena porcus) és una espècie de peix pertanyent a la família dels escorpènids.

## Descripció
- Fa fins a 37 cm de llargària total (normalment, en fa 15) i 870 g de pes.
- Cos gruixut i més o menys comprimit.
- Cap i ulls molt grossos, amb un tentacle ramificat al damunt.
- Boca ampla, obliqua, terminal i amb petites dents fines.
- Sense apèndixs mandibulars.
- Dues espines preorbitàries i dues o tres de supraorbitàries.
- Té una depressió occipital visible.
- No presenta expansions dèrmiques a la mandíbula inferior.
- Escates petites incloses en la pell.
- La seua coloració, críptica amb el fons on viu, és bruna grisenca amb jaspiat marronós disposat en una mena de bandes transversals molt irregulars.
- Aletes vermelloses.
- Presenta, com a mecanisme de defensa, unes espines verinoses localitzades a les aletes dorsal, anal, ventrals i als opercles.
- No té bufeta natatòria.
- Nombre de vèrtebres: 24.[4][5][6][7][8][9]

## Reproducció
És una espècie ovípara: la femella pon els ous a l'estiu (entre el juliol i l'agost).

## Alimentació
Es nodreix d'invertebrats (incloent-hi crustacis) i peixets (sobretot, gòbids i blènnids), als quals espera immòbil a l'aguait car, tan aviat com descobreix una presa, salta cap endavant de forma instàntania per a aspirar-la amb el seu gran musell.

## Depredadors
És depredat pel sorell blancal (Trachurus mediterraneus) i l'anfós (Epinephelus marginatus).

## Hàbitat
És un peix marí, demersal, no migratori, de clima temperat (55°N-25°N, 32°W-42°E), el qual viu en fons de roca i alguers fins als 800 m de fondària.

## Distribució geogràfica
Es troba al Mediterrani (incloent-hi la mar Negra) i a l'Atlàntic oriental des de la Gran Bretanya fins al Marroc i el Senegal (incloent-hi les illes Açores i les Canàries).

## Costums
És territorial, solitària, sedentària i bàsicament activa durant el crepuscle. Roman quieta sobre les roques per no ésser vista.

## Vida en captivitat
És fàcil de mantindre-la en aquaris i arriba, fins i tot, a reproduir-s'hi.

## Pesca
Es pesca amb canya de pescar, llinya, arpó, palangres, nanses i tremalls.

## Ús comercial
La seva carn, blanca i consistent, és molt apreciada.

## Ferida i actuació
La ferida que produeix és una punxada. Si una escòrpora et pica pots seguir una de les següents instruccions: És verinós (tot i que no letal) per als éssers humans: causa una inflamació de tipus local i la ferida, dolorosa, es pot infectar amb facilitat.
-Rentat amb aigua de mar o sèrum fisiològic.
-Desinfecció local, eliminar restes de l'espina si n'hi hagués.
-Aigua calenta i vacuna antitètanica.
-Analgèsia.